# Nshan Munchyan
Nshan Munchyan (in armeno Նշան Մունչյան?; Erevan, 24 giugno 1963) è un ex pugile armeno, fino al 1991 sovietico.

## Palmarès

### Mondiali dilettanti
- 2 medaglie:
  - 1 oro (Tampere 1993 nei pesi mosca leggeri[1])
  - 1 bronzo (Mosca 1989 nei pesi mosca leggeri[2])

### Coppa del mondo
- 1 medaglia[1]:
  - 1 oro (Bangkok 1994 nei pesi mosca leggeri)

### Europei dilettanti
- 2 medaglie[2]:
  - 1 oro (Torino 1987 nei pesi mosca leggeri)
  - 1 bronzo (Atene 1989 nei pesi mosca leggeri)

### Goodwill Games
- 2 medaglie[2]:
  - 1 oro (Mosca 1986 nei pesi mosca leggeri)
  - 1 bronzo (Seattle 1990 nei pesi mosca leggeri)